# La colonia lunare
La colonia lunare: storia di un'ipotesi è un romanzo fantascientifico avventuroso del 1908 scritto e illustrato da Yambo (pseudonimo di Enrico Novelli).
Il romanzo affronta il tema della colonizzazione della Luna per costruire una trama avventurosa. Yambo affrontò nuovamente il tema dell'esplorazione lunare con il suo romanzo Luna paese incomodo pubblicato postumo nel 1944.

## Trama
L'opera, ambientata nei primi mesi del 1910, si apre con una tumultuosa seduta del consiglio comunale della colonia lunare di Selenopoli.
Il romanzo è presentato come trascrizione dei «manoscritti extra-terrestri» del dottor Matteo Forti di Palermo e dello studente di Friburgo Otto Schauenburg, i quali narrano la progettazione e il viaggio della nave spaziale Croce del Sud, concepita dall'astronomo Christian Schauenburg con lo scopo di fondare sulla Luna una colonia internazionale.
Una linea narrativa parallela segue l'affetto fra Otto e Gretchen, figlia adottiva di Christian, che culmina nel capitolo I promessi sposi lunari del quarto libro.
La tranquillità della colonia è infranta dall'avventuriero Juan Volpados, la cui fazione rapisce Gretchen e getta Selenopoli nel caos. Dopo uno scontro armato, Otto libera la giovane e gli insorti fuggono; sulla Luna torna la calma e i coloni riprendono la loro opera di insediamento.

## Edizioni
- Yambo, La colonia lunare, Genova, Donath, 1908.
- Yambo, La colonia lunare, Milano, Vallardi, 1932.